# Kickboxer 2
Kickboxer 2: The Road Back es una película de acción de 1991 dirigida por Albert Pyun. Es una secuela de la película Kickboxer.

## Historia
Un año después de los acontecimientos de la primera película, se revela que los hermanos Kurt y Eric Sloane murieron poco después de la victoria de Kurt sobre Tong Po. David Sloan, el último hermano superviviente, lucha por mantener a flote el gimnasio de kickboxing de la familia en Los Ángeles con su socio comercial, Jack. Ofrece lecciones gratuitas de kickboxing a niños locales, y a menudo demuestra una técnica que él llama "la roca y el río", que le permite defenderse de los ataques con los ojos vendados.
Aunque su deseo de competir ha disminuido desde la pérdida de sus hermanos, los problemas financieros eventualmente obligan a David a pelear nuevamente en una nueva organización dirigida por un promotor corrupto, Justin Maciah. Su sorprendente regreso finalmente atrae la atención de Po, revelándose que es quien asesinó a tiros a Kurt y Eric en venganza por su derrota, sin embargo, con este acto se ha deshonrado como luchador y la única forma de reivindicarse es enfrentar y derrotar al linaje de sus víctimas en el ring, en otras palabras, a David.
Cuando David anuncia su retiro después de una victoria contra Neil Vargas, el manager de Po, Sanga, quien financia la organización de Maciah, contrata a un grupo de matones para incendiar el gimnasio de David; Vargas va con ellos para vengarse de su derrota. Aunque David intenta luchar, es golpeado y recibe una bala en la pierna, lesión que le impide salvar a un niño atrapado en el incendio.
En paralelo, como una forma de presionar a David, Sangha arregla que Maciah ofrezca un contrato como peleador profesional a Brian Wagner, alumno y mejor amigo de David, quien abandona el gimnasio Sloan tentado por las promesas de fama y dinero, integrándose a la organización de Maciah, a pesar de las reiteradas advertencias de David sobre esa clase de lugares y sus estafas. Brian, que es un joven prometedor de la lucha profesional, asciende rápidamente a los primeros puestos de la región.
Mientras se recupera en el hospital, David recibe la visita de Xian Chow, el Kru de Muay Thai que entrenó a Kurt en Tailandia. Aunque David inicialmente no quiere tener nada que ver con él, finalmente cede y permite que Xian lo cuide hasta recuperar la salud. Luego de un tiempo, David logra recuperarse de sus lesiones, momento en que Brian lo invita a asistir al combate donde tendrá la oportunidad de ser el nuevo campeón mundial de kickboxing. 
Sin embargo, el campeón es reemplazado inesperadamente por Po, como parte de un trato hecho entre Maciah y Sanga. Tong Po ataca a Wagner con golpes ilegales y lo mata en el ring a pesar de los esfuerzos de David por intervenir. La pelea deja a Maciah en la ruina financiera y profesional, mientras Sanga declara que su asociación ha terminado. Luego, Xian confiesa a David que lo está ayudando porque Tong Po también asesinó a su sobrina Mylee junto con los hermanos de David, admitiendo el sentimiento de culpa porque una parte de él quiere vengarse de su muerte y está dispuesto a sacrificar a David para conseguirla.
David insiste en que la pelea es suya y acepta el desafío de Po. En un combate sangriento que emula la "antigua forma" de luchar en Tailandia, usando cinta adhesiva cubierta de resina y vidrios rotos, David recibe una fuerte paliza que lo deja temporalmente ciego. Sin embargo, utilizando su técnica de "roca y río", toma ventaja y finalmente derrota a su rival. Habiendo perdido su honor, Sanga intenta matar a David en el ring con una pistola, pero gracias a una distracción de su amigo Jack, David puede desarmarlo e incapacitarlo.
Al día siguiente, David le enseña sin éxito a Xian a conducir un coche. Cuando sus alumnos le presentan al nuevo matón del vecindario, David vuelve a hacer una demostración de "la roca y el río", pero la lección se interrumpe cuando llega el camión de helados y Xian trata a los niños.

## Reparto
- Sasha Mitchell: David Sloane
- John Diehl: Jack
- Peter Boyle: Justin Maciah
- Dennis Chan: Xian Chow
- Cary-Hiroyuki Tagawa: Sangha
- Michel Qissi: Tong Po
- Heather McComb: Lisa
- Vincent Klyn: Matón tailandés
- Brian Austin Green: Tommy
- Vince Murdocco: Brian Wagner
- Annie O'Donnell: Madre de Brian
- Matthias Hues: Vargas
- Emmanuel Kervyn: Kurt Sloane

## Banda sonora

### Lista de canciones
1. My Brother's Eyes: Eric Barnett
2. A Man Alone: Savoy Brown
3. It's All Up To You: Daniel

## Serie
- Kickboxer
- 'Kickboxer 2: The Road Back'
- Kickboxer 3: The Art of War
- Kickboxer 4:The Aggresor
- Kickboxer 5: The Redemption